# Resolució 1107 del Consell de Seguretat de les Nacions Unides
La Resolució 1107 del Consell de Seguretat de les Nacions Unides fou adoptada per unanimitat el 16 de maig de 1997. Després de recordar la Resolució 1103 (1997) sobre la Missió de les Nacions Unides a Bòsnia i Hercegovina (UNMIBH) i la Força de Tasques Policial Internacional de les Nacions Unides (UN-IPTF) a Bòsnia i Hercegovina, el Consell va autoritzar un augment addicional del personal policial de la UNMIBH.
El Consell de Seguretat va recordar l'acord de Dayton i va augmentar la mida del component policial de la UNMIBH en 120 persones, després d'una recomanació del secretari general Kofi Annan sobre les tasques de l'IPTF-UN. Es va instar els Estats membres a proporcionar monitors de policia qualificats i altres formes d'assistència a l'IPTF de l'ONU-UN i en suport de l'acord de Dayton